# 漢考克 (新罕布什爾州)
漢考克（英語：Hancock）是一個位於美國新罕布什爾州希爾斯波羅縣的鎮。

## 人口
根據2020年美國人口普查的數據，漢考克的面積為80.90平方千米，當中陸地面積為77.60平方千米，而水域面積為3.30平方千米。當地共有人口1731人，而人口密度為每平方千米21人。